# Kickxia gombaultii
Kickxia gombaultii är en grobladsväxtart som först beskrevs av Thiéb., och fick sitt nu gällande namn av Mout.. Kickxia gombaultii ingår i släktet spjutsporrar, och familjen grobladsväxter. Inga underarter finns listade i Catalogue of Life.